# Ochthodium aegyptiacum
Ochthodium aegyptiacum là một loài thực vật có hoa trong họ Cải. Loài này được (L.) DC. mô tả khoa học đầu tiên.